# Albano Bortoletto Cavallin
Albano Bortoletto Cavallin (ur. 25 kwietnia 1930 w Lapa, zm. 1 lutego 2017 Londrina) – brazylijski duchowny katolicki, biskup pomocniczy Kurytyby 1973–1986 i arcybiskup Londriny 1992–2006, w międzyczasie w latach 1986–1992 biskup diecezjalny Guarapuavy.

## Życiorys
Święcenia kapłańskie otrzymał 6 grudnia 1953.
14 czerwca 1973 papież Paweł VI mianował go biskupem pomocniczym Kurytyby ze stolicą tytularną Aquae Novae in Numidia. 28 sierpnia tego samego roku z rąk arcybiskupa Pedra Marchetti Fedalto przyjął sakrę biskupią. 24 października 1986 mianowany biskupem diecezjalnym Guarapuavy. 11 marca 1992 wyniesiony do godności arcybiskupiej i przeniesiony do archidiecezji Londriny. 10 maja 2006 ze względu na wiek na ręce papieża Benedykta XVI złożył rezygnację z zajmowanej funkcji.
Zmarł 1 lutego 2017.